# Pintura de Honduras

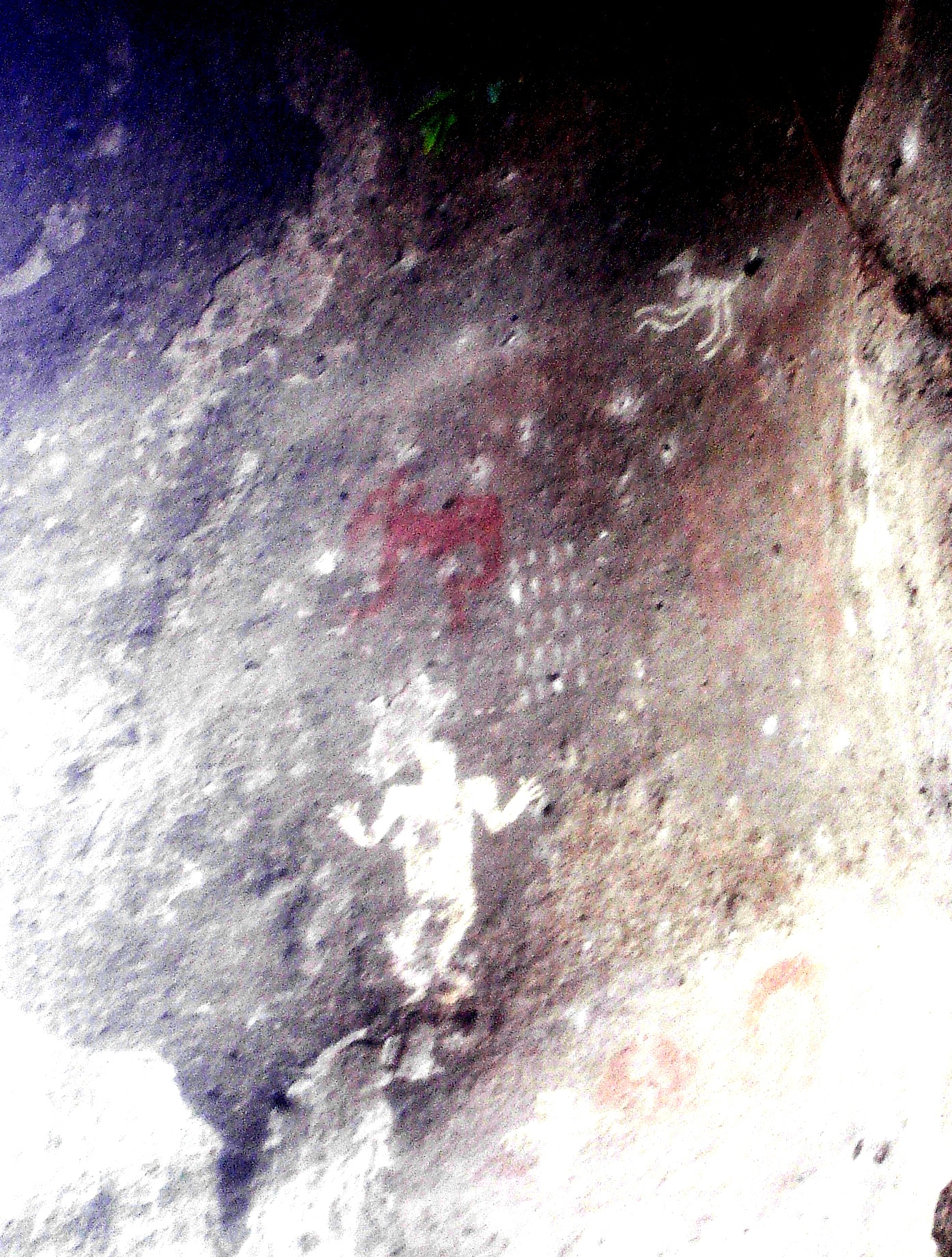
Pintura rupestre en Santa Elena, Honduras.

La pintura en el territorio de la actual Honduras existe desde tiempos precolombinos y se expresa en diferentes formas.
Expresiones de
esta forma de arte han existido en Honduras  desde la época precolombina, ya a través de las pinturas rupestres (Copán, Cueva del Gigante en La Paz, Cuevas de Río Talgua en Olancho) o en Petroglifos en la RBRP [ Reserva de la Biosfera del Río Plátano, Patrimonio de la Humanidad Declarado por las Naciones Unidas en 1987.]) o en otras partes del país como en el caso de la ilustración adjunta, debido a los escasos recursos para financiar investigaciones en este orden no conocemos sino muy poco de tales expresiones antropológicas y de arte en el país.
En la época colonial se desconoce gran parte de los autores de las obras pictóricas que existen en Honduras, por la estigmatización existente hacia los indígenas como por la escasa investigación y el latrocinio dado con el arte de tal época dado en Honduras ya que muchas de estas obras se encuentran en colecciones privadas nacionales o del extranjero.
En tiempos de la colonia destaca el pintor profesional José Miguel Gómez, además de los pintores Zepeda y Villafranca.
En 1940 se funda Escuela Nacional de Bellas Artes (Honduras), centro del cual han egresado varios pintores de reconocimiento internacional.[cita requerida]

## Pintura hondureña delsigloXX

### Generación de los 20
- Carlos Zúñiga Figueroa
- Maximiliano Ramírez Euceda
- Pablo Zelaya Sierra

### Generación de los 30
- José Antonio Velásquez es reconocido como el primer pintor primitivista de América.[5]

### Generación de los 50
- Arturo Luna
- Moisés Becerra

### Generación de los 80
- César Milla[6]
- Francisco Alvarado Juárez, pintor hondureño radicado en Estados Unidos.[7]

### Generación de los 90
- Andrés Pacheco[8]

### Generación actual
- Rolando Rodríguez "Sambo"

- Juan Pablo Delgado

- Sarahí Quevedo

- Wilmer Sandre

- Efraín Benitez

- José Francisco Barahona

- Gustavo Rivas

- Julio Sanabria

- Sergio Martínez

- Geraldina Aguilar

- Sergio Martínez

- Eduardo "Mito" Galeano

- Jaime Vallardo Chavez

- Johnny McDonald

- Keyla Morel

- Ronal Bejarano